# Office Genuine Advantage
Office Genuine Advantage (OGA) est un programme de Microsoft similaire à Windows Genuine Advantage qui oblige les utilisateurs des logiciels Microsoft Office à valider leur copie d'Office afin de pouvoir télécharger les mises à jour non critiques et d'autres téléchargements comme les add-ons, des échantillons, etc.
L'activation est nécessaire pour utiliser le logiciel et appliquée au niveau de celui-ci, alors que la validation, basée sur Internet, permet aux utilisateurs de télécharger des fichiers et des mises à jour sur le site de Microsoft. Office Genuine Advantage couvre les versions XP, 2003 et 2007 de Microsoft Office. 
À partir du 30 janvier 2007, les utilisateurs d'Office update sont obligés de valider la légitimité de leur copie d'Office afin de continuer de télécharger les mises à jour et autres fichiers.
Le 15 avril 2008, Microsoft a sorti OGA sur le Windows Server Update Services comme étant KB94981. Le fichier est présenté comme nécessaire pour les utilisateurs des différentes versions d'Office. Il n'est plus supprimable après installation.